# Mitaka
Mitaka (三鷹市 -shi) é uma cidade japonesa localizada na província de Tóquio.
Em 2003, a cidade tinha uma população estimada em 175 995 habitantes e uma densidade populacional de 10 666,36 h/km². Tem uma área total de 16,50 km².
Recebeu o estatuto de cidade a 3 de Novembro de 1950.